# Apache Shiro
Apache Shiro（读作“sheeroh”，即日语“城”）是一个开源安全框架，提供身份验证、授权、密码学和会话管理。Shiro框架直观、易用，同时也能提供健壮的安全性。

## 历史
Shiro的前身是JSecurity。
2004年，Les Hazlewood和Jeremy Haile创办了Jsecurity。当时他们找不到适用于应用程序级别的合适Java安全框架，同时又对JAAS非常失望。2004年到2008年期间，JSecurity托管在SourceForge上，贡献者包括Peter Ledbrook、Alan Ditzel和Tim Veil。
2008年，JSecurity项目贡献给了Apache软件基金会（ASF），并被接纳成为Apache Incubator项目，由导师管理，目标是成为一个顶级Apache项目。期间，Jsecurity曾短暂更名为Ki（读作“Key”），随后因商标问题被社群更名为“Shiro”。
随后项目持续在Apache Incubator中孵化，并增加了贡献者Kalle Korhonen。2010年7月，Shiro社区发布了1.0版，随后社区创建了其项目管理委员会，并选举Les Hazlewood为主席。2010年9月22日，Shrio成为Apache软件基金会的顶级项目（TLP）。

## 版本
- 1.9.1 on 2022-06-28(最新版本)，修复了CVE-2022-32532 （页面存档备份，存于）
- 1.9.0 on 2022-03
- 1.4.1 on 2019-05
- 1.4.0 on 2016-11
- 1.3.2 on 2016-09-11
- 1.3.1 on 2016-08-29
- 1.3.0 on 2016-07-25
- 1.2.6 on 2016-06-28
- 1.2.5 on 2016-05-24
- 1.2.4 on 2015-07-07
- 1.2.3 on 2014-02-25
- 1.2.2 on 2013-05-15
- 1.2.1 on 2012-07-28
- 1.2.0 on 2012-01-24
- 1.1.0 on 2010-11-01